# Adiantum myriosorum
Adiantum myriosorum är en kantbräkenväxtart som beskrevs av Bak. Adiantum myriosorum ingår i släktet Adiantum och familjen Pteridaceae. Inga underarter finns listade.